# USS Dyer (DD-84)
USS Dyer (DD–84) là một tàu khu trục lớp Wickes của Hải quân Hoa Kỳ trong giai đoạn Chiến tranh Thế giới thứ nhất. Nó là chiếc tàu chiến duy nhất của Hải quân Hoa Kỳ được đặt tên theo Chuẩn đô đốc Nehemiah Mayo Dyer.

## Thiết kế và chế tạo
Dyer được đặt lườn tại xưởng tàu của hãng Fore River Shipbuilding Company ở Quincy, Massachusetts vào ngày 26 tháng 9 năm 1917, được hạ thủy vào ngày 13 tháng 4 năm 1918; được đỡ đầu bởi cô Virginia Blackmur, và được đưa ra hoạt động vào ngày 1 tháng 7 năm 1918 dưới quyền chỉ huy của hạm trưởng, Trung tá Hải quân F. H. Poteet.

## Lịch sử hoạt động
Được phân về Hải đội tuần tiễu Hoa Kỳ đặt căn cứ tại Gibraltar, Dyer khởi hành từ Thành phố New York ngày 9 tháng 7 năm 1918, có mặt Franklin Delano Roosevelt, lúc đó là Trợ lý Bộ trưởng Hải quân, trên tàu để được đưa đến Plymouth, Anh Quốc. Đến nơi vào ngày 21 tháng 7, Dyer lên đường năm ngày sau đó, đi đến Gibraltar vào ngày 29 tháng 7. Từ ngày 4 tháng 8, nó bắt đầu phục vụ như tàu hộ tống cho các đoàn tàu buôn và tàu vận chuyển quân đội giữa Gibraltar và Marseilles, Pháp, thực hiện chín cuộc hành trình cho đến khi kết thúc chiến sự.

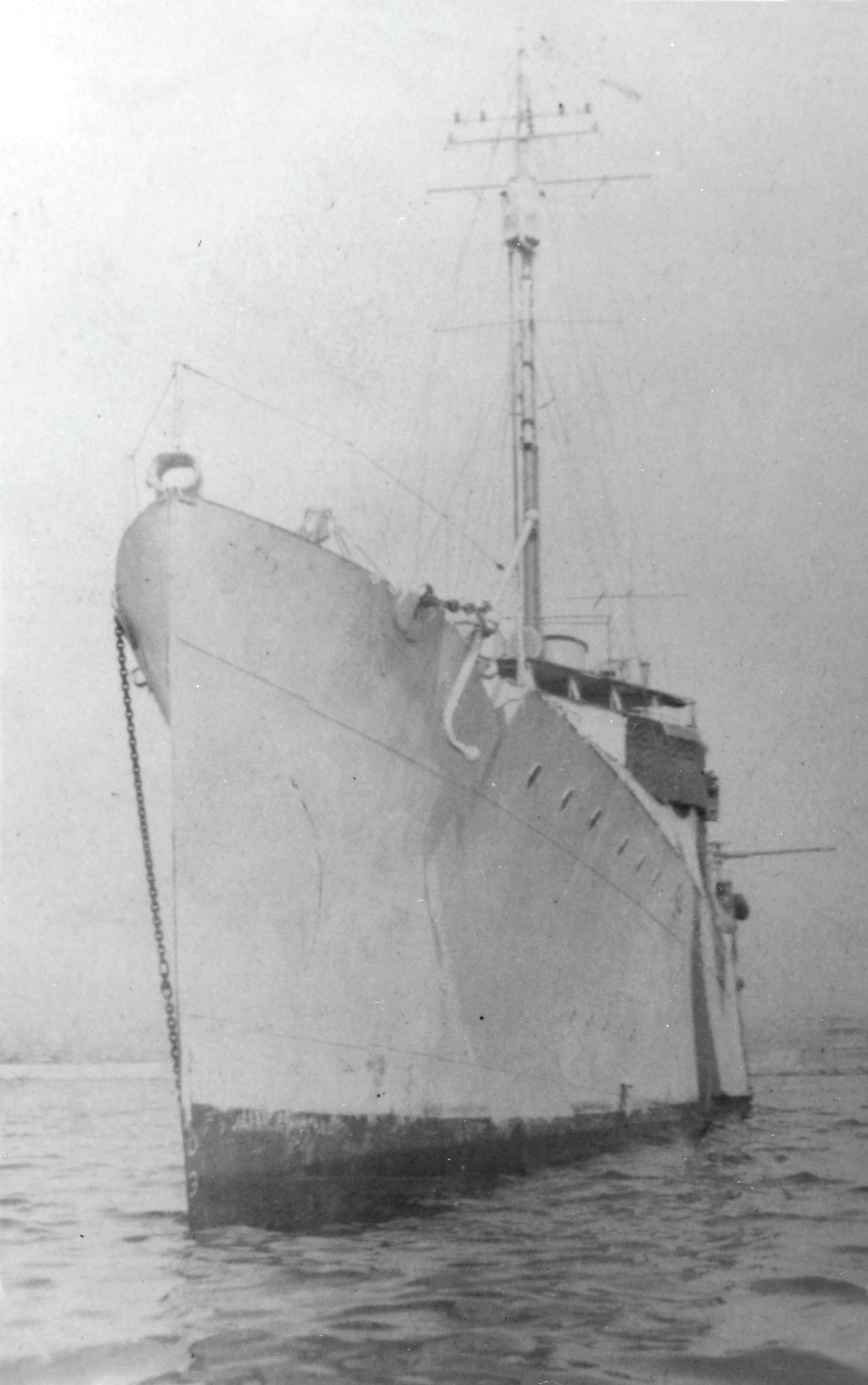

Dyer rời Gibraltar ngày 29 tháng 1 năm 1919 để phục vụ cùng Lực lượng hải quân Hoa Kỳ tại khu vực Trung và Đông Địa Trung Hải, ghé qua Split và Kotor, Dalmatia (ngày nay thuộc Croatia và Montenegro), Brindisi, Ý, Constantinople, Thổ Nhĩ Kỳ, và Beirut, Li băng, trước khi đến Venice ngày 5 tháng 2. Hoạt động từ căn cứ ở Venice như là soái hạm của lực lượng, Dyer tham gia các hoạt động cứu trợ tại khu vực Balkan và Trung Đông, vận chuyển hành khách và tiếp liệu đến khu vực biển Adriatic và hỗ trợ việc thực thi các điều khoản Hiệp ước Đình chiến với Đức cho đến ngày 16 tháng 4, khi nó lên đường quay trở về Hoa Kỳ. Dyer về đến New York ngày 14 tháng 6 năm 1919 cùng với hai thành viên Quốc hội trên tàu.
Từ ngày 1 tháng 10 năm 1919 đến ngày 31 tháng 10 năm 1920, Dyer nằm trong thành phần dự bị với một biên chế rút gọn. Nó hoạt động ngoài khơi Charleston, South Carolina cho đến ngày 3 tháng 4 năm 1922, khi nó lên đường đi đến Xưởng hải quân Philadelphia. Dyer được cho xuất biên chế tại đây vào ngày 7 tháng 6 năm 1922 và bị bán để tháo dỡ ngày 8 tháng 9 năm 1936.